# بانوی مبارز خونین
بانوی مبارز خونین (انگلیسی: Lady Bloodfight) یک فیلم رزمی محصول سال ۲۰۱۶ به کارگردانی کریس ناهون با بازی امی جانستون در نقش یک مبارز آمریکایی است که برای شرکت در یک کومیته تماماً زنانه به هنگ کنگ سفر می‌کند. این پنجمین قسمت از مجموعه فیلم‌های رینگ خونین است و دنباله‌ای مستقل برای فیلم‌های قبلی می‌باشد.

## داستان
یک زن آمریکایی پس از رسیدن به هنگ کنگ توسط اراذل و اوباش مورد ضرب و شتم و دزدی قرار می‌گیرد. او توسط یک استاد هنرهای رزمی پذیرفته شده است که او را برای یک مسابقه مبارزاتی بزرگ به نام کومیته آموزش می‌دهد.

## بازخوردها
در سایت نظر سنجی مردمی آی‌ام‌دی‌بی تا (۱۴ دسامبر ۲۰۲۴) دارای امتیاز ۵٫۶ از ۱۰ براساس رای ۳٫۴۰۰ مخاطب می‌باشد.